# Йулбарс-хан
Йулбарс-хан (1638—1670) — хан Могульского ханства (1668—1669). Сын Абдаллах-хана.
Йулбарс-хан родился от дочери мирзы Абу-л-Хади макрита. В восьмилетнем возрасте он был поставлен наместником Кашгара и тридцать лет правил там. Впоследствии поссорился со своим отцом Абдаллах-ханом и братом Нур ад-Дином. Потерпев от них поражение, бежал к ойратам. После бегства Абдаллах-хана вопрос о наследниках Могулистана уже решали ойратские нойоны, среди которых выделялись две противоборствующих партии. Первая группа под водительством нойонов Сенге и Очирту-хана выступала за Йулбарса, который находился в Кашгаре. Вторая партия поддерживала Исмаил-хана, скрывавшегося в Аксу. Несмотря на то что Йулбарс-хану удалось в конечном итоге утвердиться в Яркенде и Кашгаре и его провозгласили ханом, практически вся власть находилась в руках Сенгэ. Когда после серии неудач Йулбарс-хан решил отказаться от престола в пользу Сенгэ, то тот поставил ханом его сына и принял от него ханские регалии. Был убит в результате дворцового переворота, организованным Эрка-беком с помощью ойратского отряда. После его смерти в апреле 1670 года ханом был провозглашён брат Абдаллах-хана Исмаил-хан.